# كوكال أخضر المنقار
كوكال أخضر المنقار (الاسم العلمي: Centropus chlororhynchus) (بالإنجليزية: Green-billed Coucal)‏ هو نوع من الطيور يتبع جنس الكوكال من فصيلة طيور الوقواق.
يتوطن الكوكال الأخضر المنقار في سريلانكا. وهذا النوع من الكوكال هو من الأنواع النادرة والخجولة في الغابات المطيرة الشاهقة في جنوب غرب سريلانكا.
يعتبر الكوكال أخضر المنقار من الأنواع المتوسطة إلى الكبيرة بطول 43 سم. رأسه وجسمه أسود مائل للبنفسجي، الأجنحة كستنائية اللون في الأعلى وسوداء عند الأسفل، والذيل طويل ذو لون أخضر داكن. أما المنقار فهو أخضر فاتح مميز. الجنسين متشابهين ولكن الطيور اليافعة من هذا النوع باهتة ومخططة.
يتناول الكوكال أخضر المنقار مجموعة واسعة من الحشرات واليساريع والفقاريات الصغيرة، ولكن الحلزونات هي المفضلة. وهو يأكل أحيانا مواد غذائية أخرى.
هذا النوع هو نوعاً ما أصغر وأقل تبايناً من الكوكال الصيني الأوسع انتشاراً. على الرغم من حجمه ونداءه المميز، إلا أن هذا نوع صعب أن يُرى بسبب الموطن الكثيف الذي يعيش فيه وطبيعة الاعتزال فيه.
أعداد هذا النوع من الكوكال قليلة ومتراجعة نتيجة لتدمير الغابات.

## في الثقافة
يعرف هذا الطائر في سريلانكا باللغة السنهالية باسم: bata atti-kukula أو: wal atti-kukula. يظهر هذا الطائر على طابع بريدي من فئة 20 روبية سريلانكي.

## وصلات خارجية
- صفحة الطائر على موقع حياة الطيور.